# Pietro Ragusa
Pietro Ragusa (Firenze, 6 novembre 1965) è un attore italiano.

## Biografia
Dopo il debutto teatrale avvenuto nel 1994 con Il pateracchio per la regia di Wilma Messeri, lavora soprattutto nel cinema e in televisione. Al cinema recita in diversi film, tra i quali ricordiamo: I giudici - Excellent Cadavers di Ricky Tognazzi, Il cuore altrove di Pupi Avati, Il vestito della sposa di Fiorella Infascelli, Il servo ungherese di Massimo Piesco e Giorgio Molteni, Le avventure acquatiche di Steve Zissou di Wes Anderson, e Cemento armato di Marco Martani. In televisione prende parte a numerose fiction TV, tra cui Don Milani - Il priore di Barbiana di Andrea Frazzi e Antonio Frazzi, Incantesimo di Alessandro Cane e Tomaso Sherman, Don Matteo 2, e Codice rosso di Riccardo Mosca.
È padre dell’attrice Greta Ragusa.

## Filmografia

### Cinema
- I giudici - Excellent Cadavers, regia di Ricky Tognazzi (1999)
- Il talento di Mr. Ripley, regia di Anthony Minghella (1999)
- Sulla spiaggia e di là dal molo, regia di Giovanni Fago (2000)
- Benzina, regia di Monica Stambrini (2001)
- Amorestremo, regia di Maria Martinelli (2001)
- Fughe da fermo, regia di Edoardo Nesi (2001)
- Love Till Last Blood, regia di György Dobray (2002)
- Il cuore altrove, regia di Pupi Avati (2003)
- Il vestito della sposa, regia di Fiorella Infascelli (2003)
- Il servo ungherese, regia di Giorgio Molteni e Massimo Piesco (2004)
- Le avventure acquatiche di Steve Zissou, regia di Wes Anderson (2004)
- Undercover, regia di Sabine Boss (2005)
- Il silenzio dell'allodola, regia di David Ballerini (2005)
- Bye Bye Berlusconi!, regia di Jan Henrik Stahlberg (2006)
- Cemento armato, regia di Marco Martani (2007)
- Si può fare, regia di Giulio Manfredonia (2008)
- Feisbum - Il film, regia di Emanuele Sana, episodio Gaymers (2009)
- L'imbroglio nel lenzuolo, regia di Alfonso Arau (2009)
- Figli delle stelle, regia di Lucio Pellegrini (2010)
- La vita facile, regia di Lucio Pellegrini (2011)
- Febbre da fieno, regia di Laura Lucchetti (2011)
- Il giorno in più, regia di Massimo Venier (2011)
- Diaz - Don't Clean Up This Blood, regia di Daniele Vicari (2012)
- Cose cattive, regia di Simone Gandolfo (2013)
- Cha cha cha, regia di Marco Risi (2013)
- Mia madre, regia di Nanni Moretti (2015)
- Slam - Tutto per una ragazza, regia di Andrea Molaioli (2016)
- Arrivano i prof, regia di Ivan Silvestrini (2018)
- Martin Eden, regia di Pietro Marcello (2019)
- Domani è un altro giorno, regia di Simone Spada (2019)
- Odio l'estate, regia di Massimo Venier (2020)
- Carla, regia di Emanuele Imbucci (2021)
- House of Gucci, regia di Ridley Scott (2021)
- Il colibrì, regia di Francesca Archibugi (2022)
- I sogni abitano gli alberi, Regia di Marco della Fonte (2022)
- Il grande giorno, regia di Massimo Venier (2022)
- Volare, regia di Margherita Buy (2023)
- Maria Montessori - La Nouvelle Femme (La Nouvelle Femme), regia di Léa Todorov (2023)
- Girasoli, regia di Catrinel Marlon (2023)

### Televisione
- Don Milani - Il priore di Barbiana, regia di Andrea Frazzi e Antonio Frazzi – miniserie TV (1997)
- Alfabeto italiano, regia di Fiorella Infascelli (1998)
- Incantesimo – serial TV (1998)
- La vita che verrà, regia di Pasquale Pozzessere – miniserie TV (1999)
- Prigioniere del cuore, regia di Alessandro Capone (2000)
- Don Matteo – serie TV, episodio 2x09 (2001)
- La crociera, regia di Enrico Oldoini – miniserie TV (2001)
- Tre casi per Laura C, regia di Gianpaolo Tescari – miniserie TV (2002)
- Ferrari, regia di Carlo Carlei – miniserie TV (2003)
- La mia casa in Umbria, regia di Richard Loncraine – film TV (2003)
- Cuore contro cuore – serie TV (2004)
- Karol - Un papa rimasto uomo, regia di Giacomo Battiato – miniserie TV (2006)
- Codice rosso – serie TV (2006)
- R.I.S. - Delitti imperfetti – serie TV, episodio 3x11 (2007)
- La stagione dei delitti 2 – serie TV (2007)
- Agata e Ulisse, regia di Maurizio Nichetti – film TV (2011)
- 1992, regia di Giuseppe Gagliardi – miniserie TV (2015)
- 1993, regia di Giuseppe Gagliardi – miniserie TV (2017)
- Suburra - La serie – serie TV, 5 episodi (2017)
- Sotto copertura - La cattura di Zagaria – serie TV (2017)
- I Medici (Medici: The Magnificent) – serie TV, 14 episodi (2018-2019)
- 1994 – serie TV, episodi 3x04-3x06-3x07 (2019)
- Skam Italia – serie TV (2020)
- Diavoli (Devils) – serie TV, episodio 1x08 (2020)
- Vita da Carlo – serie TV, 4 episodi (2021)
- Marconi - L'uomo che ha connesso il mondo, regia di Lucio Pellegrini – miniserie TV (2024)
- Those About to Die, regia di Roland Emmerich e Marco Kreuzpaintner – miniserie TV (2024)

## Teatro
- Il pateracchio, regia di Wilma Messeri (1994)
- Overtones, regia di Francesca Della Monica (1996)
- La tempesta, regia di Gianfranco Pedullà (1996)
- All'improvviso, regia di Maria Cassa (1997)
- Deliziosi veleni, regia di Lucia Poli (1998)
- Servo per due, regia di Pierfrancesco Favino e Paolo Sassanelli (2013)

## Audiolibri
- Beijing Story (2017), Audible GmbH
- Il giallo di Ponte Vecchio (2017), Audible GmbH
- La famiglia Tortilla (2018), Audible GmbH
- La luna e i falò (2020), Audible GmbH